# Nasrallah Boutros Sfeir

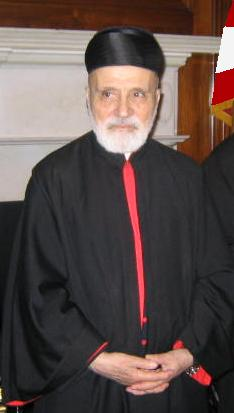
Nasrallah Boutros Kardinal Sfeir (2005)

Kardinalswappen von Nasrallah Boutros Sfeir

Mar Nasrallah Boutros Kardinal Sfeir (arabisch نصر الله بطرس صفير, DMG Naṣr Allāh Buṭrus Ṣufair; französisch Nasrallah Pierre Sfeir, * 15. Mai 1920 in Reyfoun, Libanon; † 12. Mai 2019 in Beirut, Libanon) war ein libanesischer Geistlicher und Theologe sowie Maronitischer Patriarch von Antiochien und des ganzen Orients.

## Leben
Nasrallah Boutros Sfeir wurde 1920 in Reyfoun in der maronitischen Eparchie Sarba geboren. Nach seiner Schulzeit studierte er Philosophie am Patriarchal-Seminar Sankt Maron in Ghazir (1937–1939) und Philosophie und Theologie am Großen Seminar der Université Saint-Joseph in Beirut (1940–1943). Am 7. Mai 1950 empfing er die Priesterweihe. Er war Kurat der Pfarrgemeinde in seiner Heimatstadt Reyfoun und zudem von 1950 bis 1956 Diözesansekretär von Damaskus. In den Jahren 1951 bis 1961 lehrte er die Fächer Arabische Philosophie und Literaturwissenschaften an der Maristenschule in Jounieh, von 1956 bis 1961 war er zudem persönlicher Sekretär des Maronitischen Patriarchen.

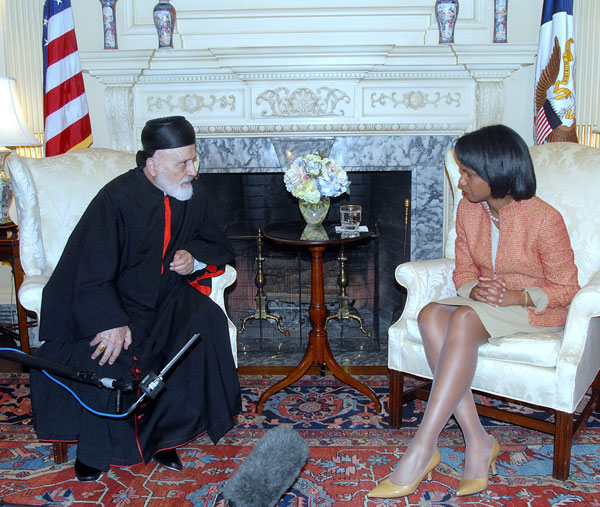
Kardinal Sfeir mit US-Außenministerin Condoleezza Rice (2006)

Im Juni 1961 erhielt er die Ernennung zum Patriarchalen Generalvikar und Titularbischof von Tarsus dei Maroniti, einen Monat später, am 16. Juli 1961,  wurde er durch Pierre-Paul Méouchi zum Bischof geweiht, Mitkonsekratoren waren Jean Chedid OMM, Patriarchalvikar, und Michel Doumith, Bischof von Sarba. Er nahm von 1962 bis 1965 am Zweiten Vatikanischen Konzil teil. Er war 1974/75 Patriarchalischer Administrator von Anton Peter Khoraiche, damals Erzbischof von Saida, und ab 1980 Ratsmitglied der Kommission für die Revision des Kanonischen Rechts. 1977 wurde er zum Vertreter des Präsidenten der Versammlung der katholischen Patriarchen und Bischöfe im Libanon für die Caritas im Libanon ernannt. Es erfolgte die Berufung zum spirituellen Berater des Malteserordens.
1986 wurde er zum Patriarchen des Libanon gewählt und nahm, wie bei maronitischen Patriarchen üblich, zusätzlich den Namen Boutros (Petrus) in seinen Namen auf. Zwischen 1986 und 1994 war er dreimal Teilnehmer der Generalversammlung der Bischofssynode. Am 26. November 1994 ernannte ihn Papst Johannes Paul II. zum Kardinalbischof. Kardinal Sfeir nahm wegen Überschreitung der Altersgrenze von 80 Jahren nicht am Konklave 2005 teil. Er war 2010 Päpstlicher Delegat und Ehrenpräsident der Sonderversammlung der Bischofssynode für den Nahen Osten. Er war Präsident der Versammlung der katholischen Patriarchen und Bischöfe im Libanon und des Rates der katholischen Patriarchen des Orients sowie Vorsitzender der Synode der maronitischen Kirche.
Am 26. Februar 2011 nahm Papst Benedikt XVI. sein aus Altersgründen vorgebrachtes Rücktrittsgesuch an. Auch am Konklave 2013 nahm er wegen Überschreitung der Altersgrenze nicht teil.
Er starb im Mai 2019, drei Tage vor seinem 99. Geburtstag, in einem Krankenhaus in Beirut an den Folgen einer Lungenentzündung. Sein Nachfolger, Kardinal Béchara Pierre Raï, stufte Sfeir als „Ikone“ und „Säule der Nation“ für die maronitische Kirche und den Libanon ein. In seinem Beileidstelegramm nannte Papst Franziskus ihn einen leidenschaftlichen Verteidiger der Souveränität und Unabhängigkeit seines Landes, er bleibe eine große Figur der Geschichte des Libanon. Kardinal Sfeir wurde im Kloster Bkerke, Sitz des Maronitischen Patriarchats, beigesetzt.

## Mitgliedschaften
Kardinal Sfeir war Mitglied folgender Einrichtungen der Römischen Kurie:
- Päpstlicher Rat für die Laien (seit 2002)[8]

## Schriften
- Des sources de l’Evangile, 1975
- Des visages qui ne sont plus, vol. I, 1983
- Des visages qui ne sont plus, vol. II, 1984